# إيفان جريجوروفيتش بارسكي
إيفان جريجوروفيتش-بارسكي أو إيفان هريوروفيتش-بارسكي (بالروسية: Иван Григорьевич Григорович-Барский)‏، (بالأوكرانية: Іван Григорович Григорович-Барський)‏، (من مواليد 1713 في كييف في عائلة من بار(محافظة فينيتسا)، الكومنولث البولندي الليتواني- توفي في 1791 في كييف، الإمبراطورية الروسية): كان مهندسًا معماريًا إمبراطوريًا روسيًا، أوكراني المولد، عمل على طراز الباروك الأوكراني. تخرج من الجامعة الوطنية (أكاديمية كييف موهيلا)، وصمم العديد من المباني والكنائس في كييف وأماكن أخرى.[بحاجة لمصدر]
وهو معروف أيضًا بأنه شقيق فاسيل جريجوروفيتش بارسكي .[بحاجة لمصدر]
من المباني التي صُممت في كييف على يديه: هي كنيسة وبرج الناقوس لدير وكنيسة القديس كيرلس (1750-1760)، وكنيسة الحامية المقدسة (1766) وكنيسة القديس نقولا على الضفة (1772-1775) وبرج الناقوس لدير بطرس وبولس الطرسوسي (1761–1773)، والبورصة القديمة لأكاديمية موهيلا في كييف (1778)، ومستودع جوستيني دفور (1760)، ونافورة شمشون (1748-1749)، ومستودع ماجيسترات للحبوب (1760).
في 1785، قبل 6 سنوات من وفاته، كتب إيفان جريجوروفيتش-بارسكي كلمته: "هنا جسد المستشار مواطن كييف إيفان جريجوروفيتش-بارسكي (شقيق الراهب فاسيلي جريجوروفيتش-بارسكي...)..".